# Кэмерон Тейлор
Шанель Сантини (англ. Chanel Santini, род. 7 января 1998 года, Альбукерке, Нью-Мексико, США) — американская транссексуальная порноактриса, лауреатка премий AVN Awards, XBIZ Award и Transgender Erotic Awards.

## Биография
Родилась 7 января 1998 года в Альбукерке, штат Нью-Мексико, США. Имеет мексиканские корни. После окончания школы, через две недели после восемнадцатилетия, переехала в Лас-Вегас (Невада), где, работая в различных местах, пыталась стать эротической фотомоделью.
В 2016 году на выставке AVN Adult Entertainment Expo познакомилась с продюсером студии Grooby Productions, который заинтересовался Шанель и решил снять её, таким образом в возрасте 18 лет она дебютировала в порноиндустрии.
Вторая часть художественного имени — Сантини — взята в честь персонажа Меган Фокс из фильма «Звезда сцены».
Снималась для таких студий, как Pure-TS, Evil Angel, Mile High, CX WOW, Gender X, Transsensual, Rodnievision, Exquisite, Pure Media, Devil's Film, Pulse Distribution, Kink, Trans500 Studios и других.
Сыграла «транс-адаптацию» Чудо-женщины в одноимённой порнопародии Wonder Woman: A XXX Trans Parody.
В 2018 году получила XBIZ Award в номинации «транссексуальный исполнитель года». Кроме того, в 2018 году была трижды номинирована на AVN Awards — в категории «транссексуальный исполнитель года» и дважды в категории «лучшая транссексуальная сцена» за фильмы Buck Angel Superstar и Transsexual Girlfriend Experience 4.
На 2019 год снялась более чем в 110 фильмах.

## Личная жизнь
В 2020 году удалила грудные имплантаты, перестала принимать гормоны и приняла небинарную гендерную принадлежность, после чего приостановила карьеру в порно-индустрии.

## Премии и номинации
| Год  | Церемония                 | Результат | Номинация                                                  | Работа                              |
| ---- | ------------------------- | --------- | ---------------------------------------------------------- | ----------------------------------- |
| 2017 | Transgender Erotic Awards | Победа    | Лучшая новая транссексуальная актриса                      | н/д                                 |
| 2018 | AVN Awards                | Номинация | Транссексуальный исполнитель года                          | н/д                                 |
| 2018 | AVN Awards                | Номинация | Лучшая транссексуальная сцена                              | Buck Angel Superstar                |
| 2018 | AVN Awards                | Номинация | Лучшая транссексуальная сцена                              | Transsexual Girlfriend Experience 4 |
| 2018 | AVN Awards                | Победа    | Приз зрительских симпатий: лучшая транссексуальная актриса | н/д                                 |
| 2018 | XBIZ Award                | Победа    | Транссексуальный исполнитель года                          | н/д                                 |
| 2018 | NightMoves Award          | Победа    | Лучший транссексуальный исполнитель                        | н/д                                 |
| 2019 | AVN Awards                | Победа    | Транссексуальный исполнитель года                          | н/д                                 |
| 2019 | AVN Awards                | Номинация | Лучшая транссексуальная сцена                              | I Am Angela                         |
| 2019 | AVN Awards                | Победа    | Приз зрительских симпатий: лучшая транссексуальная актриса | н/д                                 |
| 2019 | XBIZ Award                | Победа    | Транссексуальный исполнитель года                          | н/д                                 |

## Избранная фильмография
Некоторые фильмы:
- Amateur Transexuals 5,[15]
- Bang My Tranny Ass 14,[16]
- My Transsexual Stepsister,[17]
- T.S. Hookers 2,[18]
- T.S. I Love You,[19]
- TGirls Porn 2,[20]
- The Trans X-Perience 5,[21]
- Trans-Visions 10,[22]
- Transsexual Addiction,[23]
- Transsexual Sexcapades 7,[24]
- TS Factor 10[25]
- TS Forbidden Love[26].